# Fabijan
Fabijan je moško osebno ime.

## Izvor imena
Ime Fabijan izhaja iz latinskega imena Fabius s prvotnim pomenom »pripadajoč rimski rodbini Fabius«. Ime Fabius se lahko rzlaga tudi iz latinske besede faba v pomenu besede »fižol«. Nekdanji pomen imena Fabius bi torej bil »fižolov« ali »gojitelj fižola«.

## Različice imena
- moške različice imena: Fabian, Fabio, Fabijo, Fabjan, Fabjo,
- ženske različice imena: Fabiana, Fabija, Fabijana, Fabjana

## Tujejezikovne oblike imena
- pri Angležih, Nemcih, Poljakih, Švedih: Fabian
- pri Francozih: Fabian, Fabien
- pri Italijanih: Fabio, Fabiano

## Pogostost imena
Po podatkih Statističnega urada Republike Slovenije je bilo na dan 31. decembra 2007 v Sloveniji število moških oseb z imenom Fabijan: 52.

## Osebni praznik
V koledarju je ime Fabijan zapisano 20. januarja (papež Fabijan,  mučenec, † 20. jan. leta 250).

## Priimki nastali iz imena
Iz imena Fabijan in njegovih različic so nastali naslednji priimki: Fabčič, Fabec, Faber, Fabin, Fabič, Fabijan, Fabijančič, Fabina, Fabjan, Fabjančič, Habe, Habič, Habjan, Habjančič in drugi.

## Zanimivosti
- V Koledarju se od 17. do 25. januarja zvrstijo t. i. svetníki sredozímci (Anton Puščavnik, Boštjan, Neža, Vincenc in Pavel). Ker sta sv. Boštjan in sv.Fabijan v koledarju napisana (20. jan.) skupaj oznanjata tudi konec zime v pregovoru: Sv. Fabijan in Boštjan sok v drevje poženeta.
- papež Fabijan je znan po tem, da je dal v Rimu urediti krščanska grobišča v katakombah v katerih je pokopan tudi sv. Sebastijan (Boštjan), zato se del njih po njem imenuje  »Katakombe svetega Sebastijana«.